# Caleuche (schip)
De Caleuche is een mythologisch spookschip waarvan de verhalen over dit schip behoren tot de lokale folklore van Chiloé, Chili.

## Beschrijving

### Legende
Volgens de Chileense legende is de Caleuche een groot spookschip dat 's nachts de zeeën rond Chiloé (een eiland voor de kust van Chili) bezeilt. Er wordt gezegd dat de Caleuche een bewust en voelend wezen is. Het schip verschijnt als een schitterend en helder wit zeilschip, met drie masten, waaraan ieder vijf zeilen verbonden zijn. De Caleuche is altijd verlicht en er klinken geluiden alsof er een feest aan de gang is; het schip verdwijnt dan weer snel, zonder enig spoor van zijn aanwezigheid achter te laten. Het spookschip staat erom bekend dat het ook onderwater kan varen, net als een ander bekend spookschip, de Vliegende Hollander.
Volgens de legende wordt het schip bemand door hen die verdronken zijn en naar het schip zijn gebracht door drie mythologische figuren: de sirenen van Chiloé (een soort zeemeerminnen), de watergeest Pincoya en hun broer Pincoy, de watergeest van de zee. Eenmaal aan boord kan de dood weer verschijnen alsof de verdronkenen alsnog weer levend zijn geworden. De legende zegt ook dat de kwaadaardige Brujo Chilote, een mannelijke heks of tovenaar, graag de feesten op het schip bezoekt; hij rijdt daarheen op zijn caballo marino chilote. De état-major bestaat daarnaast uit vissers en zeelieden die ontvoerd werden om als menselijke slaven te dienen en vervolgens gedeformeerd werden tot harige monsters, de zogenoemde invunches.

### In de kunst
In het boek van Alastair Reynolds, Chasm City, is Caleuche de naam die aan het schip gegeven wordt dat achteraan de schepen van de vloot zeilt, daar eigenlijk niet hoort en nooit antwoordt op pogingen tot contact. Wanneer men besluit het spookschip te bezoeken, wordt ontdekt dat het in werkelijkheid een entiteit van buitenaards leven is, dat de aanwezigheid van de schepen gebruikt om te ontsnappen aan de eigen vijanden.
De Caleuche komt ook voor in een boek en de bijbehorende film van de Chileense schrijfster Madeleine Petit, de Caleuche, waarin de legende van het schip wordt verhaald. Het doel van het boek en de film is om de legende wereldwijd bekend te maken. Een andere film waarin de Caleuche voorkomt is The ship of fools. In 2003 maakte de heavy metalgroep de Six Magics een lied over het schip, genaamd Caleuche. De Caleuche komt verder voor in lokale Chileense kunst, gedichten, boeken, beeldende kunst, muziek en schilderijen.